# Bulbophyllum dissitiflorum
Bulbophyllum dissitiflorum là một loài phong lan thuộc chi Bulbophyllum.